# Joachim Raff
Joseph Joachim Raff (ur. 27 maja 1822 w Lachen koło Zurychu, zm. 24 czerwca 1882 we Frankfurcie) – szwajcarsko-niemiecki kompozytor.

## Życiorys
Jego ojciec, Franz Josef Raff, był muzykiem i nauczycielem, do Szwajcarii przybył w 1810 roku z Wirtembergii. Udzielał synowi gry na skrzypcach, fortepianie i organach. Joachim ukończył gimnazjum jezuickie w Schwyz. W latach 1840–1844 uczył w szkole powszechnej w Rapperswil. W 1843 roku przesłał swoje kompozycje Felixowi Mendelssohnowi, który zachęcił Raffa do ich publikacji. W 1845 roku poznał w Bazylei Ferenca Liszta, który załatwił mu posadę w sklepie z muzykaliami w Kolonii. W latach 1850–1856 był asystentem Liszta w Weimarze. W 1856 roku osiadł w Wiesbaden, gdzie pracował jako nauczyciel i w 1859 roku poślubił aktorkę Doris Genast. Od 1877 roku był dyrektorem konserwatorium we Frankfurcie, wśród jego uczniów znajdował się Edward MacDowell.
Przyjaźnił się z Hansem von Bülowem, z którego inicjatywy w 1902 roku wystawiono we Frankfurcie pomnik Raffa. Był autorem pracy Die Wagnerfrage: Wagners letzte kilnstlerische Kundgebung im Lohengrin (wyd. Brunszwik 1854).

## Twórczość
Jest autorem 214 numerowanych opusów i znacznej liczby dzieł pozostałych w rękopisach. Pomimo współpracy z Lisztem nie podzielał jego poglądów na muzykę i nie uległ jego wpływom. Twórczość Raffa nawiązuje do tradycji muzyki niemieckiej początku XIX wieku. Jest czołowym niemieckim twórcą wielkich form instrumentalnych tworzonych w oparciu o klasyczny model formalny w okresie między Schubertem a Brahmsem. Tytuły programowych symfonii Raffa nawiązują do przyrody i pór roku. Jego opery nie odniosły sukcesu lub w ogóle nie doczekały się premiery. Po śmierci kompozytora jego twórczość popadła w zapomnienie.

## Wybrane kompozycje
(na podstawie materiałów źródłowych)

### Utwory orkiestrowe
- Grosse Symphonie (1854; zaginiona)
- I symfonia „An das Vaterland” (1861)
- II symfonia (1866)
- III symfonia „Im Walde” (1869)
- IV symfonia (1871)
- V symfonia „Lenore” (1872)
- VI symfonia „Gelebt, gestrebt” (1873)
- VII symfonia „In den Alpen” (1875)
- VIII symfonia „Frühlingsklänge” (1876)
- IX symfonia „Im Sommer” (1878)
- X symfonia „Zur Herbstzeit” (1879)
- XI symfonia „Der Winter” (1876)
- suity orkiestrowe (I 1863, „Italienische Suite” 1872, II „In ungarischer Weise” 1874, „Thüringer Suite” 1877)
- 3 uwertury koncertowe (Konzert-Ouvertüre 1862, Jubel-Ouvertüre 1864, Fest-Ouvertüre 1864)
- 4 uwertury według Szekspira: Burza, Makbet, Romeo i Julia, Otello (1879)
- 2 koncerty skrzypcowe (1871, 1877)
- Koncert fortepianowy (1873)
- 2 koncerty wiolonczelowe (1874, 1876)

### Utwory kameralne
- Sinfonietta na 2 flety, 2 oboje, 2 klarnety, 2 fagoty i 2 rogi (1873)
- Oktet smyczkowy (1872)
- Sekstet smyczkowy (1872)
- 5 kwintetów smyczkowych (1855, 1857, 1866, 1867, 1867)
- Kwintet fortepianowy (1862)
- 3 kwartety smyczkowe (1874)
- 2 kwartety fortepianowe (1876)
- 4 tria fortepianowe (1861, 1863, 1870, 1870)
- 5 sonat na skrzypce i fortepian (1854–1868)
- poemat Volker na skrzypce i fortepian (1876)
- Suita na skrzypce i fortepian (1879)

### Utwory fortepianowe
- Sonate avec fugue (1844, 2. wersja pt. Grande Sonate 1881)
- 3 sonatilles (1861)
- Fantaisie et Variations brillantes (1843, 2. wersja pt. Variations 1878)
- Variationen über ein Originalthema (1873)

### Utwory wokalne
- cykl pieśni Maria Stuart do słów Marii Stuart (1872)
- cykl pieśni Blondel de Nesle do słów Helene Raff (1880)
- baśń muzyczna Dornröschen do słów Wilhelma Genasta (1855)
- kantata Die Tageszeiten do słów Helene Raff (1877)
- oratorium Welt-Ende, Gericht, neue Welt według Apokalipsy św. Jana (1881)

### Opery
- König Alfred, libretto Gotthold Logau (1850, wyst. Weimar 1851; 2. wersja 1852, wyst. Weimar 1853)
- Dame Kobold, libretto  Paul Reber według Calderóna (1869, wyst. Weimar 1870)
- Samson, libretto kompozytora (1857, nie wystawiona)
- Die Parole, libretto kompozytora (1868, nie wystawiona)
- Benedetto Marcello, libretto kompozytora (1878, nie wystawiona)
- Die Eifersüchtigen, libretto kompozytora (1882, nie wystawiona)